# Rudolfstetten-Friedlisberg
Rudolfstetten-Friedlisberg (toponimo tedesco; fino al 1953 Rudolfstetten) è un comune svizzero di 4 475 abitanti del Canton Argovia, nel distretto di Bremgarten.

## Storia

### Simboli
Lo stemma è stato adottato il 15 novembre 1968. È l'unione dei vecchi stemmi di Friedlisberg (san Fridolino) e Rudolfstetten (il leone della Casa d'Asburgo). Quest'ultimo ricorda la leggenda secondo la quale Rodolfo I d'Asburgo, presso Rudolfstetten, prestò il suo cavallo a un sacerdote perché potesse attraversare il fiume Reppisch.

## Monumenti e luoghi d'interesse
- Chiesa cattolica di San Giuseppe (già di San Giacomo Maggiore) in località Friedlisberg, attestata dal 1370 e ricostruita nel 1431 e nel 1934[1].

## Società

### Evoluzione demografica
L'evoluzione demografica è riportata nella seguente tabella:
Abitanti censiti

## Infrastrutture e trasporti
Rudolfstetten-Friedlisberg è servito dalla stazione di Rudolfstetten sulla Bremgarten-Dietikon-Bahn (linea S17 della rete celere di Zurigo).

## Amministrazione
Ogni famiglia originaria del luogo fa parte del cosiddetto comune patriziale e ha la responsabilità della manutenzione di ogni bene ricadente all'interno dei confini del comune; i comuni patriziali di Friedlisberg e Rudolfstetten furono uniti nel 1966.